# IREON (Internetportal)
IREON (International RElations and area studies ONline) ist ein Internet-Fachportal für Internationale Beziehungen und Länderkunde zur direkten, kostenfreien Recherche in einschlägigen Literaturdatenbanken und Bibliothekskatalogen. Diese enthalten bibliografische Daten sowie Fakteninformationen zu Außen- und Sicherheitspolitik, internationaler Politik und Wirtschaft, regional- und länderbezogenen Themen, auswärtiger Kulturpolitik sowie Klima, Umwelt und Energie.
Das Portal richtet sich an Wissenschaftler und sonstige an Fragen der internationalen Beziehungen oder der Länderkunde Interessierte wie z. B. Journalisten oder Entscheidungsträger in Politik, Wirtschaft und Verwaltung. Anbieter des IREON-Portals ist der FIV – Fachinformationsverbund Internationale Beziehungen und Länderkunde, ein Zusammenschluss von zehn deutschen Forschungseinrichtungen unter Federführung der Stiftung Wissenschaft und Politik.

## Inhalte
In IREON kann derzeit in der World Affairs Online: (WAO) recherchiert werden. Die WAO ist eine Bibliografische Datenbank und enthält mehr als  900.000 Literaturhinweise. Der Schwerpunkt der Fachdatenbank liegt auf Zeitschriften- und Buchaufsätzen, auf wissenschaftlichen elektronischen Publikationen und elektronischer oder gedruckter grauer Literatur. Ein weiterer Schwerpunkt ist die Kollektion von internationalen Abkommen und Verträgen mit Link zum Volltext.
Eine Besonderheit von IREON ist die Einbindung des European Thesaurus on International Relations and Area Studies als fachterminologisches Nachschlagewerk und zur Unterstützung der Recherche in IREON.

## Funktionen
Um die Suche zu erleichtern, kann u. a. nur nach im Volltext verfügbaren Dokumenten, nach Dokumenten in einer bestimmten Sprache oder nach ausgesuchten Dokumenttypen (z. B. nur Aufsätze) gesucht werden. Für jeden Treffer werden spezifische Informationen zur Verfügbarkeit eingeblendet, die von einem direkten Link zum elektronischen Volltext (falls vorhanden) über eine Verlinkung zur Elektronischen Zeitschriftenbibliothek (EZB) bis hin zu einer Verfügbarkeitsrecherche im Karlsruher Virtuellen Katalog reichen.
Das Portal ist in einer deutschen und einer englischen Version verfügbar.